# Blue Bar Pool
Der Blue Bar Pool ist ein See im Nordwesten des australischen Bundesstaates Western Australia. 
Der See liegt im Verlauf des Nullagine River.